# 小浦駅 (石川県)
小浦駅（おうらえき）は、石川県鳳珠郡能登町小浦にあった、のと鉄道能登線の駅。2005年（平成17年）、能登線の廃止により廃駅となった。

## 歴史
- 1963年（昭和38年）10月1日：日本国有鉄道（国鉄）能登線の能登小浦駅（のとおうらえき）として開業[2]。旅客のみを取り扱う無人駅[3]。
- 1987年（昭和62年）4月1日：国鉄分割民営化により西日本旅客鉄道に承継される[1]。
- 1988年（昭和63年）3月25日：のと鉄道に転換、同時に小浦駅に改称[1]。
- 2005年（平成17年）4月1日：能登線廃止に伴い廃駅。

## 駅構造

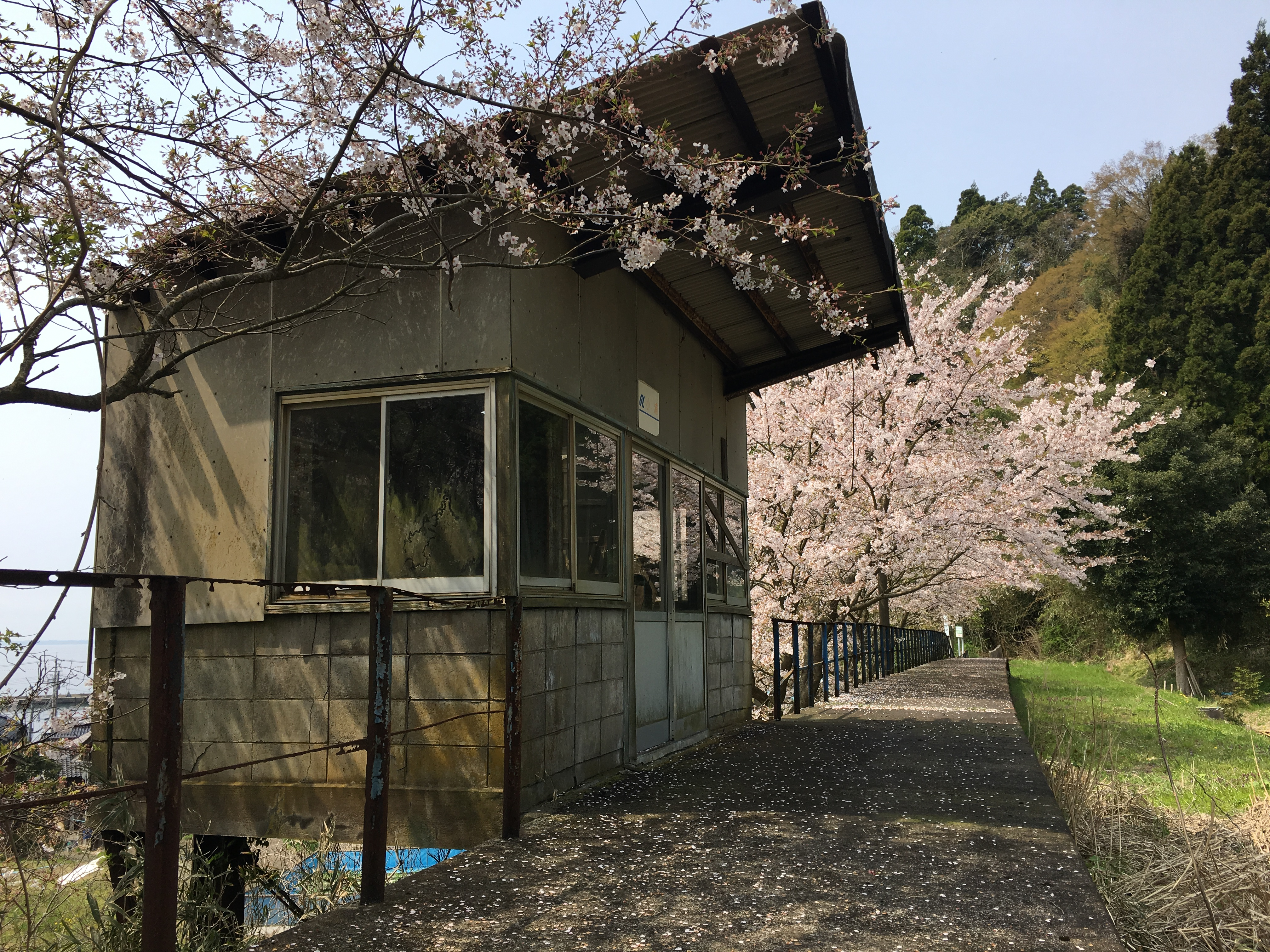
待合室（2016年4月）

単式ホーム1面1線を有する地上駅。無人駅であり、ホーム上に待合所があるのみ。
なお、当駅は小高い場所に位置するため、駅裏は急斜面となっている。

## 駅周辺
集落がある。駅に行くには集落内の路地を通る必要があり、車では来ることが出来ない。

## 隣の駅
のと鉄道
能登線
羽根駅 - 小浦駅 - 縄文真脇駅